# Nelly Pouget
Nelly Pouget (* 19. Mai 1955 in Dijon) ist eine französische Saxophonistin und Komponistin des Modern Creative.

## Leben und Wirken
Pouget studierte auf dem Konservatorium ihrer Geburtsstadt bei Jean-Marie Londeix Saxophon. Sie arbeitete zunächst mit Kindern, baute Instrumente und verbrachte einige Zeit in Afrika. Seit 1982 leitete sie eigene Bands, die ausschließlich ihre eigenen Kompositionen spielten. Tonträger unter eigenem Namen legte sie seit 1991 vor; auch tourte sie international. 1993 gründete sie mit der Schlagzeugerin Micheline Pelzer ein Duo, das bis 1995 bestand. Parallel spielte sie mit Horace Tapscott und trat auch in Los Angeles auf. 1995 leitete sie ein internationales Quartett mit James Lewis, Noah Rosen und Makoto Sato. 1997 trat sie im Duo mit Marilyn Crispell auf. Dann konzentrierte sie sich auf Solokonzerte. Seit 2005 ist sie vor allem in interdisziplinären Projekten (mit Dichtern und Tänzern) hervorgetreten. Daneben schrieb sie Musik für Kurzfilme, hat aber auch die Zusammenarbeit mit einem Gamelan-Orchester in Java gesucht.

## Diskographische Hinweise
- Le Dire (mit Siegfried Kessler, Tony Overwater, Sunny Murray; 1991)
- Le Vivre (mit Horace Tapscott, Kent Carter, Andrew Cyrille, sowie Michel Godard, Jean-François Jenny-Clark, Gérard Siracusa; 1993)
- Nelly Pouget/Marilyn Crispell Le Voir (1997)
- Fraîcheur Cuivrée (1999; solo)
- Le Waw Nelly Pouget (mit Maurice Clément, 2002)